# دومينيك جونز (لاعب كرة قدم)
دومينيك جونز (بالإنجليزية: Dominic Jones)‏ (و. 1987  م) هو لاعب كرة قدم أمريكية، من الولايات المتحدة، ولد في كولومبوس، أوهايو، يلعب كظهير دفاعي ‏.

## التعليم
تعلم في Brookhaven High School (Columbus, Ohio) ‏.

## روابط خارجية
- دومينيك جونز على موقع JustSportsStats.com (الإنجليزية)